# Peggy Cripps-Appiah
Enid Margaret Peggy Cripps-Appiah (* 21. Mai 1921 in Lechlade, Gloucestershire, Großbritannien; † 11. Februar 2006 in Kumasi, Ghana) war eine Kinderbuchautorin. Appiah war die Tochter des britischen Politikers Sir Richard Stafford Cripps, Ehefrau des ghanaischen Juristen und Politiker Joe Appiah und Mutter des Philosophen Anthony Appiah.

## Kindheit und Ausbildung
Cripps-Appiah wurde als jüngstes von vier Kindern geboren unter dem Namen Enid Margaret Cripps. Bereits seit frühester Kindheit trägt sie den Spitznamen Peggy oder Peg, unter dem sie bekannt geworden ist. Bereits in ihrer Kindheit schrieb sie erste Werke.
Cripps-Appiah besuchte das Queen’s College und studierte später an der University of Edinburgh. Später wechselte sie zum Studium der Kunstgeschichte nach Florenz, musste diese Ausbildung jedoch aufgrund des beginnenden Zweiten Weltkrieges im Jahr 1939 überstürzt verlassen. Cripps-Appiah fing erneut das Studium in Edinburgh an, brach es jedoch zugunsten einer Ausbildung am Whitehall Secretarial College ab.
Nach dem Krieg lernte sie eine Zeit lang Malerei in Lugano und schrieb sich später im Anglo-French Kunstzentrum in St. John’s Wood in London ein.

## Karriere und Familie
Cripps-Appiah arbeitete nach ihrem Abschluss als Sekretärin für ihren Vater, der zu dieser Zeit britischer Botschafter in Moskau war. Aufgrund des Kriegsverlaufs verließ sie Russland im Jahr 1942 und kehrte nach England zurück. Hier war sie bis zum Kriegsende für das Informationsministerium tätig.
Cripps-Appiah war 1951–1952 als Sekretärin für die Racial Unity tätig, einer Vereinigung gegen den Rassismus. Hier begegnete sie erstmals ihrem späteren Ehemann Joseph Emmanuel Appiah, der zu dieser Zeit Präsident der West African Students’ Union (WAST) war. Die Verlobung mit Appiah fand 1952 in London statt. Sie wurde zu dieser Zeit noch geheim gehalten und erst 1953 bekannt gegeben, was Aufsehen erregte. Im Juni 1953 war die Meldung über die Hochzeit des Paares Titelbeitrag in Großbritannien und Ghana. Der Hochzeit wohnten hochgestellte Persönlichkeiten aus der Politik beider Länder bei.
Nach der Hochzeit in Ghana kehrte das Paar kurzzeitig zurück nach England, da Appiah hier seinen Abschluss als Rechtsanwalt noch beendete. Im Mai 1954 wurde Kwame Anthony Appiah als erstes Kind des Paares in London geboren. Im November 1954 siedelte Cripps-Appiah mit ihrer kleinen Familie in die damalige britische Kolonie Goldküste über, während hier die Unabhängigkeitsbewegung immer größere Kreise zog. Joe Appiah wurde ein Verfechter der Unabhängigkeitsbewegung, bekannter Jurist und Politiker. Cripps-Appiah zog sich zunächst überwiegend in das Privatleben zurück und wurde im Jahr 1955 erneut Mutter, diesmal von ihrer Tochter Ama Appiah. Weitere Töchter folgten 1960 mit Adwoa Appiah und 1962 mit Abena Appiah.
Neben dem Familienleben unterstützte sie von Anfang an ihren Ehemann als Sekretärin in dessen Kanzlei in Kumasi. Im Jahr 1962 wurde Joe Appiah ins Parlament gewählt, sodass Cripps-Appiah mehr repräsentative Pflichten wahrnahm. Als Ehefrau eines führenden ghanaischen Politikers war sie im sozialen Bereich in Ghana eine der führenden Persönlichkeiten.
Nach der Inhaftierung von Joe Appiah als politischer Gefangener des damaligen Präsidenten und ehemaligen engen Freund der Familie Kwame Nkrumah verließ Cripps-Appiah Ghana nicht, sondern kümmerte sich um die Familie in Kumasi. Ende des Jahres 1962 wurde Joe Appiah aus der Haft entlassen und wurde erneut in seiner Kanzlei als Rechtsanwalt tätig. Nach dem Sturz Nkrumahs im Jahr 1966 ging Joe Appiah erneut erfolgreich in die Politik. Cripps-Appiah selbst blieb weiterhin im sozialen Bereich tätig und begann selbst Kinderbücher zu schreiben.
Auch nach dem Tod ihres Mannes Joe im Jahr 1990 blieb Cripps-Appiah in Ghana und veröffentlichte eine Vielzahl von Büchern.

## Tod
Cripps-Appiah starb im Alter von 84 Jahren im Komfo Anokye Teaching Hospital in Kumasi, Ghana am 11. Februar 2006 nach einer Krankheit.

## Private Bibliothek
Cripps-Appiah wurde bereits seit dem Einzug in ihr Haus in Mbrom bekannt durch die Öffnung ihrer privaten Bibliothek für die Kinder der weiteren Nachbarschaft. Diese Bibliothek war in der damaligen Zeit ein nicht unwichtiger Bildungsfaktor und machte Cripps-Appiah weithin bekannt. Cripps-Appiah ließ diese Bibliothek im Verlauf von über dreißig Jahren immer weiter mit neuen Büchern ausstatten und stellte sie einem breiten Publikum zur Verfügung.

## Bibliographie
- 1966, Ananse the spider: Tales from an Ashanti Village
- 1967, Tales of an Ashanti Father
- 1968, Children of Ananse
- 1969 The Pineapple Child and Other Tales from Asante
- 1971, Yao and the Python, London, Evans
- 1971, The Lost Earring, London, Evans
- 1971, A Smell of Onions
- 1972, Why There are So Many Roads
- 1972, Why Hyena Does Not Care For Fish and Other Tales of the Ashanti Gold Weights
- 1972, Gift o the Mmoatia, Accra, Ghana Publishing
- 1972, Why there are so many Roads, Lagos, African University Press
- 1976, Ring of Gold, London
- 1976, A Dirgee too Soon, Accra, Ghana Publishing
- 1989, Tales of an Ashanti Father, Bosto;Beacon Press
- 1991, The Twins, Accra, Quick Service Books
- 1991 Abena and the Python, Accra, Quick Service Books
- 1991, Afua and the Mouse, Accra, Quick Service Books
- 1991, Kofi and the Crow, Accra, Quick Service Books
- 1993, Kyekyekulee, Grandmothers Tales, Accra Quick Service Books
- 1995, The Rubbish Heap, Accra, Asempa
- 1995, New Rattletat, New Namibia Books
- 1995, Busy Body, Accra, Asempa
- 2006, Bu Me Bé: Proverbs of the Akan

## Ehrungen
- Ehrendoktortitel, Kwame Nkrumah University of Science and Technologie
- Order of the British Empire